# Thị tộc Douglas

Huy hiệu của Thị tộc Douglas

Thị tộc Douglas (tiếng Gaelic: Dùbhghlas; tiếng Anh: Clan Douglas) là một thị tộc cổ xưa hoặc gia đình quý tộc đến từ Vùng đất thấp Scotland.
Tên thị tộc được đặt theo địa danh Douglas ở Lanarkshire, các nhà lãnh đạo của họ đã giành được những lãnh thổ rộng lớn trên khắp Biên giới, Angus, Lothian, Moray, cũng như ở Pháp và Thụy Điển. Gia tộc này là một trong những gia đình quyền quý nhất ở Vương quốc Anh và đã nắm giữ nhiều tước vị.
Douglas là một trong những gia tộc quyền lực nhất Scotland, và chắc chắn là gia tộc nổi bật nhất ở vùng đất thấp Scotland trong thời kỳ Hậu kỳ Trung Cổ, thường nắm giữ quyền lực thực sự đằng sau ngai vàng của các vị vua Stewart. Những người đứng đầu Nhà Douglas giữ tước hiệu Bá tước xứ Douglas (Douglas đen) và sau đó là Bá tước xứ Angus (Douglas đỏ). Gia tộc hiện không có tộc trưởng được Lãnh chúa Lyon công nhận. Người đứng đầu Douglas ngày nay là Công tước xứ Hamilton, nhưng họ của ông là "Douglas-Hamilton" chứ không chỉ đơn giản là "Douglas", luật pháp của Triều đình Lyon ngăn cản ông đảm nhận chức vụ thủ lĩnh với cái tên này.
Trụ sở ban đầu của gia đình là Lâu đài Douglas ở Lanarkshire. Kirk của St Bride ở Douglas, cùng với Tu viện Melrose và Tu viện Saint-Germain-des-Prés lưu giữ hài cốt của nhiều Bá tước xứ Douglas và Angus.
Chi nhánh Thụy Điển là hậu duệ của Thống chế Robert Douglas, Bá tước xứ Skenninge, và là một trong những gia đình quý tộc nổi bật nhất Thụy Điển kể từ thế kỷ XVII.